# Aigüestortes de Morrano
Aigüestortes de Morrano és una plana situada dins del terme municipals de la Vall de Boí, a la comarca de l'Alta Ribagorça, i dins el Parc Nacional d'Aigüestortes i Estany de Sant Maurici.
Per damunt del Pletiu de Damont de Morrano (NO), al voltant dels 2.150 metres d'altitud, els meandres que forma el Barranc de Morrano en aquest lloc donen el nom a l'indret.

## Rutes[2]
Sortint del Planell d'Aigüestortes direcció sud-est, el camí travessa el Pletiu Davall de Morrano i remunta el fort pendent fins a trobar el Pletiu de Damont de Morrano. Després ressegueix el barranc uns 300 metres direcció sud-est.